# Lazy Days
«Lazy Days» es un sencillo de 1997 lanzado por Robbie Williams, el segundo sencillo lanzado de su álbum de 1997, Life Thru a Lens. La canción se volvió un éxito en el Reino Unido, pero su éxito fue limitado en otras partes.

## Formatos y listas de canciones
UK CD1

(Lanzado 14 de julio de 1997)
1. «Lazy Days» - 3:53
2. «Teenage Millionare» - 3:09
3. «Falling In Bed (Again)» - 3:28

UK CD2

(Lanzado 14 de julio de 1997)
1. «Lazy Days» - 3:53
2. «She Makes Me High» - 3:23
3. «Everytime We Say Goodbye» - 3:03

## Posicionamiento
| Listas (1997)         | Posición más alta |
| --------------------- | ----------------- |
| UK Singles Chart      | 8                 |
| Finnish Singles Chart | 18                |
| Dutch Singles Chart   | 72                |
| German Singles Chart  | 90                |